# Hemiarcha thermochroa
Hemiarcha thermochroa là một loài bướm đêm thuộc họ Gelechiidae. Nó được tìm thấy ở Úc, bao gồm Lãnh thổ Thủ đô Úc.
Sải cánh dài khoảng 15 mm.